# Blue Is the Colour
Blue is the Colour è una canzone inglese associata al Chelsea Football Club, squadra di calcio di Londra. È uno dei brani più noti del calcio inglese.

## Il brano
La canzone, composta da Daniel Boone e Rod McQueen, fu interpretata dai membri della formazione del Chelsea della stagione 1971-72 e pubblicata come singolo il 26 febbraio 1972 assieme al brano All Sing Together. Il brano, il cui titolo fa riferimento al colore della squadra (i cui calciatori e tifosi sono detti Blues), fu pubblicato in concomitanza con la finale della Football League Cup che il Chelsea avrebbe dovuto disputare contro lo Stoke City e raggiunse la quinta posizione nella Official Singles Chart nel marzo 1972.

## Tracce
- Lato A: Blue Is the Colour
- Lato B: All Sing Together

## Interpreti
I membri della squadra che figurano tra gli interpreti del brano sono:
| - Tommy Baldwin - Peter Bonetti - Charlie Cooke - John Dempsey - Ron Harris - Marvin Hinton - John Hollins | - Peter Houseman - Alan Hudson - Steve Kember - Eddie McCreadie - Paddy Mulligan - Peter Osgood - David Webb |

## Altre versioni
I tifosi della S.S. Lazio e dell'Hellas Verona ne hanno riadattato una versione in italiano.
I tifosi della Lazio l'hanno riadattata dicendo: "Blue is the colour, football is the game! Esse Esse Lazio, you'll never walk alone! Perché la Lazio noi sosterrem e per sempre canterem! La Lazio!"
I tifosi dell'Hellas l'hanno riadattata dicendo: "Blue is the colour, football is the game. Hellas Verona, you'll never walk alone! Perché il Verona noi sosterrem e L'Hellas sempre seguirem! Verona!"